# Susette Gontard

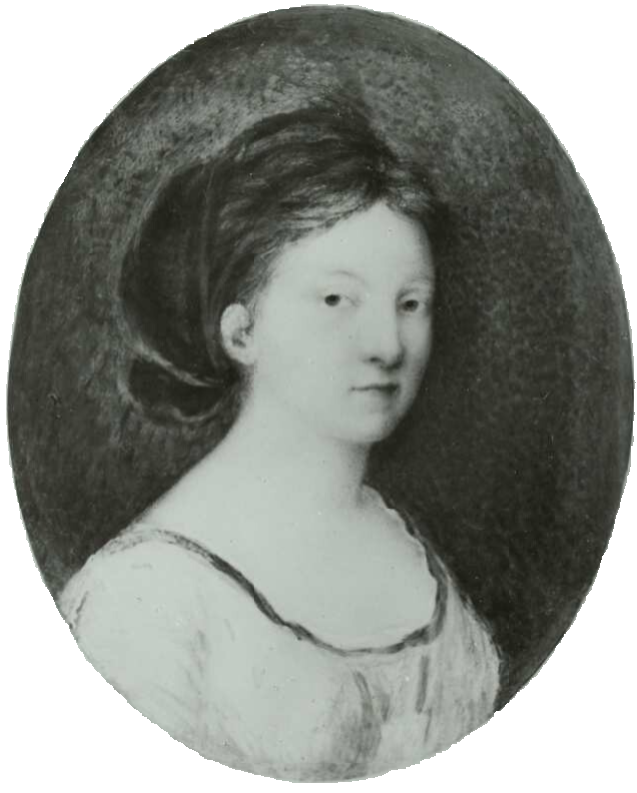
Susette Gontard

Susette Gontard geb. Borkenstein (* ca. 9. Februar 1769 in Hamburg; † 22. Juni 1802 in Frankfurt am Main) entstammte einer vermögenden Hamburger Kaufmannsfamilie und war die große Muse und Liebe des Dichters Friedrich Hölderlin, der sie als „Diotima“ in seinen Gedichten und in seinem Roman Hyperion verewigte.

## Leben

### Herkunft
Susette Borkenstein kam als Tochter von Hinrich Borkenstein zur Welt und hatte noch zwei jüngere Schwestern und einen jüngeren Bruder. Beim Tod ihres Vaters war sie acht Jahre alt und wuchs dann im Hause ihrer hugenottischen Großmutter mütterlicherseits, Johanna Susanne Bruguier geb. Sarasin (1722–1795), heran. Von ihrer Mutter Susanne Borkenstein geb. Bruguier (1741–1793) erhielt sie eine umfassende kulturelle Erziehung und Förderung, zum Beispiel in französischer Literatur, im Musizieren am Klavier, eine Ausbildung zum Gesang und Unterricht zum Tanz in Gesellschaft. Die erhaltenen Briefe von Susette dokumentieren zudem ihre sehr gut ausgebildete Handschrift.

### Gründung ihrer Familie
Susette (oder, wie sie selbst ihren Vornamen schrieb, Suzette) Borkenstein heiratete am 9. Juli 1786 im Haus der reformierten Gemeinde in der Königstraße in Altona (heute zu Hamburg) den fünf Jahre älteren Frankfurter Bankier Jakob Friedrich Gontard und gebar in den folgenden Jahren vier Kinder (Heinrich * 1787, Henriette * 1789, Helene * 1790 und Amalie * 1791).

### Begegnung mit Hölderlin
Im Januar 1796 trat Hölderlin auf Vermittlung von Johann Gottfried Ebel seine Stelle als Hauslehrer bzw. „Hofmeister“ im Haus Weißer Hirsch der Familie Gontard an. Der Name „Hölderlin“ war für Susette Gontard schon ein Begriff, da sie dessen Fragment von Hyperion, welches 1794 in Schillers Zeitschrift Neue Thalia erschienen war, gelesen hatte. Hölderlin sollte sich insbesondere um die Erziehung des Sohnes kümmern. So stand er selbstverständlich in engem Kontakt zu dessen Mutter. Hölderlin war von Susette Gontard seit der ersten Begegnung auf Grund ihrer äußeren Schönheit und ihrer kunstsinnigen und belesenen Art fasziniert. Der Pädagoge August Hermann Niemeyer sah die generelle Gefahr, die die Nähe von Hauslehrer und Dame des Hauses zu jener Zeit prinzipiell darstellte und gab in einer Abhandlung den Rat, dass ein Hauslehrer von selbst unverzüglich zu kündigen habe, wenn er den Eindruck gewonnen hatte, dass die Hausherrin annähernde Schritte machte. Aus Hölderlins Briefen lässt sich jedoch rekonstruieren, dass seit etwa Mai 1796 von einer Liebesbeziehung zwischen der Hausherrin Susette Gontard und Hölderlin auszugehen ist. Hölderlin war zu der Zeit 26 Jahre alt, Susette Gontard 27 Jahre und Mutter des acht Jahre alten Heinrichs (Rufname: Henry), der sechs Jahre alten Henriette (auch Jette genannt), der 5-jährigen Helene und der 4-jährigen Amalie (Rufname: Male).  Nach außen hin und gegenüber dem meist abwesenden Hausherrn bildeten Susette Gontard, ihr Sohn Henry, der Hauslehrer Hölderlin, Gontards drei kleine Töchter und die für deren Erziehung verantwortliche Gouvernante Marie Rätzer (1772–1849) aus Bern eine harmonische Einheit. Im Sinne der Pädagogik wurde viel gelernt. In den Stunden der Muße fanden auch gebildete Unterhaltungen statt. Zudem musizierten sie ausgiebig. Für die Hausmusik bildeten die Erwachsenen ein Trio mit Susette Gontard am Klavier, Hölderlin an der Flöte und Marie Rätzer an der Gitarre.

### Flucht aus Frankfurt nach Driburg

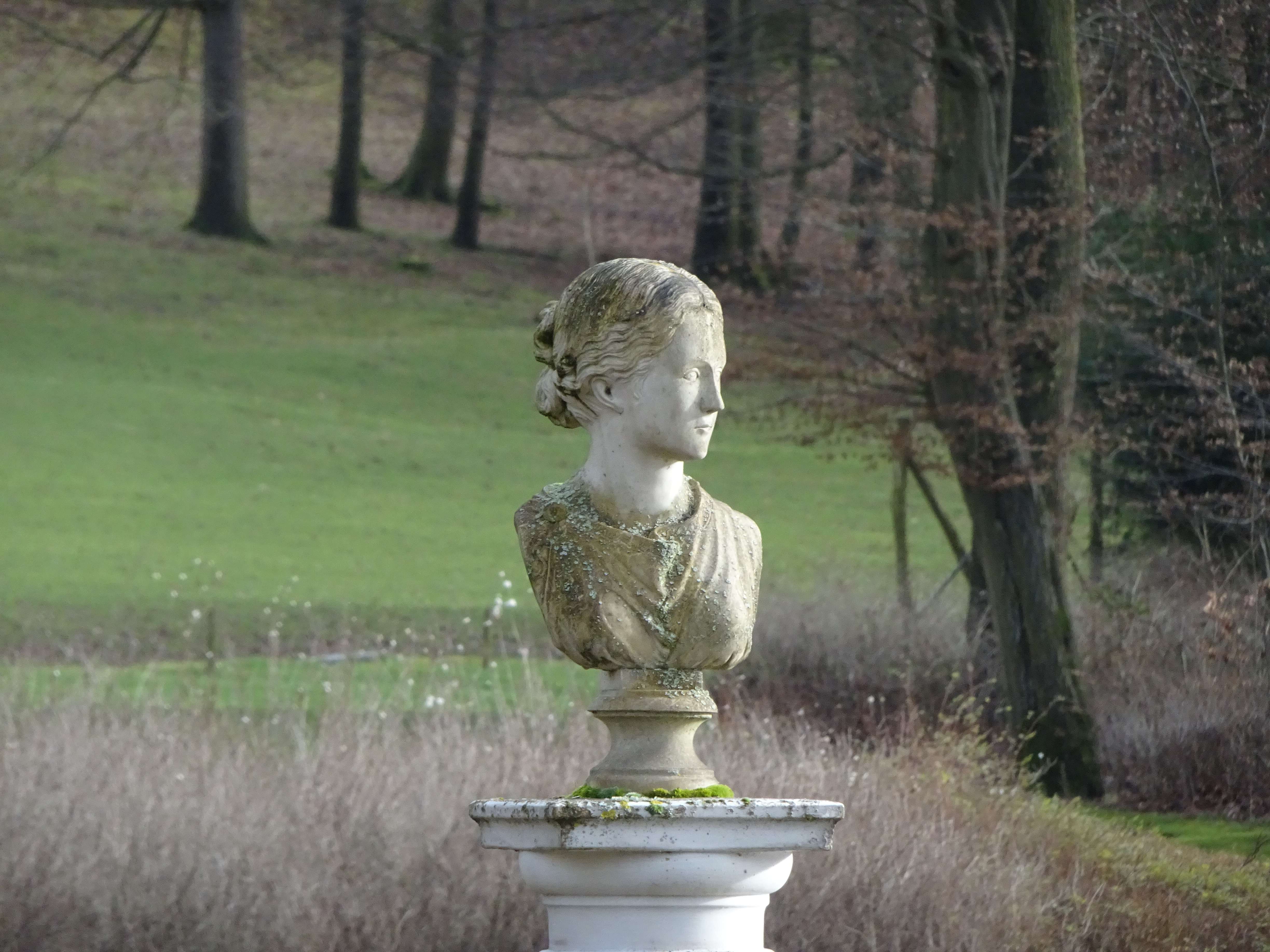
Friedrich Hölderlin identifizierte seine Muse Susette Gontard mit Diotima. Eine Büste auf der Insel im Teich des Gräflichen Parks Bad Driburg in Sichtweite zum Hölderlin-Hain erinnert an sie. Die Büste in Driburg ist eine Nachbildung der von Landolin Ohmacht 1793 aus Alabaster gefertigten Porträtbüste der Susette Gontard, die sich in der Liebieghaus Skulpturensammlung befindet.

Im Juli 1796 rückte die französische Revolutionsarmee Sambre- und Maas im Zuge ihres Rheinfeldzugs auf Frankfurt vor. Dadurch entstand Panik in der Bevölkerung und viele suchten ihr Heil in der Flucht. Es wurde gepackt, was nur ging, und in den Frankfurter Gassen und Ausfallstraßen drängelten sich die Wagen und Kutschen in langen Trecks. Auf Wunsch des Bankiers Jakob Friedrich Gontard begaben sich auch seine Mutter Susanne Maria Gontard geborene d’Orville (1735–1800), seine ledige Schwester Margarethe Gontard (1769–1814), seine Frau Susette zusammen mit ihren vier Kindern, der Gouvernante Marie Rätzer und dem Hauslehrer Hölderlin auf eine Reise über Kassel Richtung Hamburg zu Verwandten. In Kassel angelangt, kam es in der dortigen Gemäldegalerie zu einer Begegnung mit Wilhelm Heinse. Statt nun wie geplant weiter nach Hamburg zu reisen, entschied sich die aus Frankfurt geflohene Familie Gontard, mit Heinse ins näher gelegene Heilbad Driburg bei Paderborn zu fahren. Dort blieben sie von August bis September 1796 für sechs Wochen und Susette Gontard erlebte in der abgeschiedenen Idylle des Driburger Parks mit Hölderlin eine sehr glückliche Zeit.

### Weitere Beziehung zu Hölderlin
Zurück in Frankfurt blieb Hölderlin noch ganze zwei Jahre als Hauslehrer bei der Familie Gontard. In dieser Zeit spielte Susette Gontard weiterhin die perfekte Rolle der Hausherrin einer großbürgerlichen Familie. In angesehener Gesellschaft repräsentierte sie, unterhielt sich mit den Gästen und neigte dabei auch zu Scherzen und Albernheiten, die Hölderlin wesensfremd waren. Bei solchen Gelegenheiten mied es Susette Gontard, gemeinsam mit Hölderlin in Erscheinung zu treten oder sich mit ihm zu unterhalten. Es kamen jedoch in der Stadt Frankfurt trotzdem Gerüchte über die Beziehung von Susette Gontard zu ihrem Hauslehrer Hölderlin in Umlauf.
Im September 1798 verließ Hölderlin das Haus Gontard fluchtartig und zog zu seinem Freund Isaac von Sinclair nach Homburg vor der Höhe, nachdem wegen seines Verhältnisses zu Susette ein Streit mit dem Ehemann Jakob Friedrich Gontard ausgebrochen war. Bis mindestens zum Mai 1800 bestanden zwischen Hölderlin und Susette noch briefliche Kontakte, und es gab (seltene) Treffen, von denen Jakob Friedrich Gontard nichts wissen durfte. Dabei tauschten sie geheim gehaltene Briefe aus, die nicht per Post, sondern bei den oft nur flüchtigen Begegnungen, durch einen Zaun und eine Hecke getrennt, überreicht wurden. Dazu wanderte Hölderlin bei Wind und Wetter von Homburg bis nach Frankfurt und wieder zurück, was in Summe etwa 30 Kilometer Fußmarsch bedeutete. Aus dieser Zeit sind 17 Briefe mit insgesamt 53 beidseitig beschriebenen Briefseiten von Susette Gontard erhalten, die im Geheimfach von Hölderlins Reisekoffer versteckt waren. Eventuell gab es noch weitere nicht erhaltene Briefe. Von Hölderlins Briefen an Susette sind lediglich drei Entwürfe (sowie ein Fragment) überliefert.
In einem der letzten erhaltenen Briefe (vielleicht vom 5. März 1800) schrieb Susette: „Ich kann nicht weiter schreiben, Lebe wohl! Lebe wohl! Du bist unvergänglich in mir! und bleibst so lang ich bleibe. - -“
Aus Gründen der Vernunft erklärte Susette Gontard im Mai 1800 die endgültige Beendigung des Verhältnisses, da sie verheiratet war, vier Kinder hatte und eine wohlsituierte Frau bleiben wollte. Sie konnte sich eine außereheliche Beziehung zu einem im Prinzip mittellosen Schriftsteller nicht leisten. Der Preis wäre zu hoch gewesen, der Skandal für die Familie Gontard untragbar. Die Ausweglosigkeit ihrer Liebe zu Hölderlin erschütterte nach dem Schlussstrich ihr Gemüt, da sie ihre Sehnsucht zu ihm nach außen hin verbergen musste. Sie versuchte im Alltag weiterhin als Dame der Gesellschaft und als Mutter zu funktionieren, litt jedoch fortan an einer starken Depression, an tief empfundener Öde, innerer Einsamkeit und bangen Ahnungen. Sie erkrankte an Tuberkulose. Zwei Jahre nach der definitiven Trennung von Hölderlin versiegte ihre Lebenskraft.
Die Nachricht von Susettes Erkrankung könnte Hölderlin zum Weggang von seiner Hauslehrerstelle in Bordeaux im Mai 1802 veranlasst haben. Bald darauf, vermutlich Anfang Juli 1802, dürfte er in Stuttgart von ihrem Tod erfahren haben. Geschwächt durch die Tuberkulose erlag sie einer Röteln-Infektion. In dem Gedichtfragment „Wenn aus der Ferne“ lässt er die verstorbene Geliebte sagen: „denk / An die, die noch vergnügt ist, darum, / Weil der entzükende Tag uns anschien, / Der mit Geständniß oder der Hände Druk / Anhub, der uns vereinet. Ach! wehe mir! / Es waren schöne Tage. Aber / Traurige Dämmerung folgte nachher.“
Als Witwer heiratete Jakob Friedrich Gontard in zweiter Ehe am 11. Juni 1815 in Frankfurt am Main die gebürtige Offenbacherin Renette Thurneyssen, geb. d’Orville (1769–1856), Witwe des Baumwollhändlers Carl Wilhelm Thurneyssen.

## Spielfilme
- Hälfte des Lebens. Spielfilm, DDR, 1984, 100 Min., Regie: Herrmann Zschoche. Darsteller: Ulrich Mühe (Hölderlin), Jenny Gröllmann (Susette Gontard) u. a.
- Feuerreiter. Die Lebens- und Leidensgeschichte Friedrich Hölderlins. Spielfilm, Deutschland, 1998, 130 Min., Regie: Nina Grosse. Darsteller: Martin Feifel (Hölderlin), Marianne Denicourt (Susette Gontard), Nina Hoss (Marie Rätzer), Ulrich Mühe (Jakob Friedrich Gontard) u. a.